# Allendale, New Jersey
Allendale är en kommun av typen borough i Bergen County i New Jersey. Vid 2010 års folkräkning hade Allendale 6 505 invånare.

## Kända personer från Allendale
- Richard Matheson, författare